# Hutisko-Solanec
Hutisko-Solanec je obec v okrese Vsetín Zlínského kraje. Obec vznikla 1. ledna 1960 sloučením dvou do té doby samostatných obcí: Hutisko, která byla založena v roce 1656, a Solanec pod Soláněm, která byla za obec prohlášena roku 1657. Žije zde přibližně 2 000 obyvatel.
Nejvyšším vrcholem je Tanečnice (tzv. Trojačka) s nadmořskou výškou 911 metrů nad mořem.

## Kulturní památky
- Kostel sv. Josefa z roku 1748 v Hutisku
- Dřevěná budova fojtství z roku 1785
- Pomník Charlotty Garrigue-Masarykové z roku 1926

## Přírodní památka
- Přírodní památka Poskla – tři samostatné lokality na mírně ukloněném severním svahu vrchu Poskla, přibližně jeden kilometr severně od středu obce, hostící vzácné rašelinné, mokřadní a pastvinné druhy rostlin.

## Zajímavosti
- V obci vlastnil chalupu, ve které v roce 1998 zemřel, olympijský reprezentant v hodu diskem Ludvík Daněk, držitel bronzové (OH Mexiko), stříbrné (OH Tokio) i zlaté medaile (OH Mnichov).
- V letech 1920–1939 působil jako řídící učitel obecné školy v Hutisku Za kopcem Cyril Mach, společenský a sportovní pracovník, později protinacistický odbojář. Kromě postavení pomníku Charlotty Masarykové se v obci zasloužil o pořádání každoročních lyžařských závodů mládeže s účastí mladých lyžařů ze širokého okolí a hojnou diváckou návštěvností. Zřídil rovněž hasičský sbor, který sestavil ze svých žáků. V Hutisku tak od počátku 30. let fungoval pravděpodobně první dětský hasičský sbor v Československu.[5]
- Dlouholetým obvodním lékařem na Hutisku byl Josef Tomášek (1903–1982), mladší bratr kardinála Františka Tomáška.[6]

## Galerie

Hutisko - Solanec
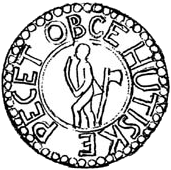
Pečeť obce Hutisko
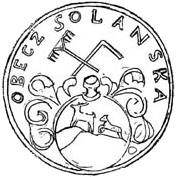
Pečeť obce Solanec pod Soláněm
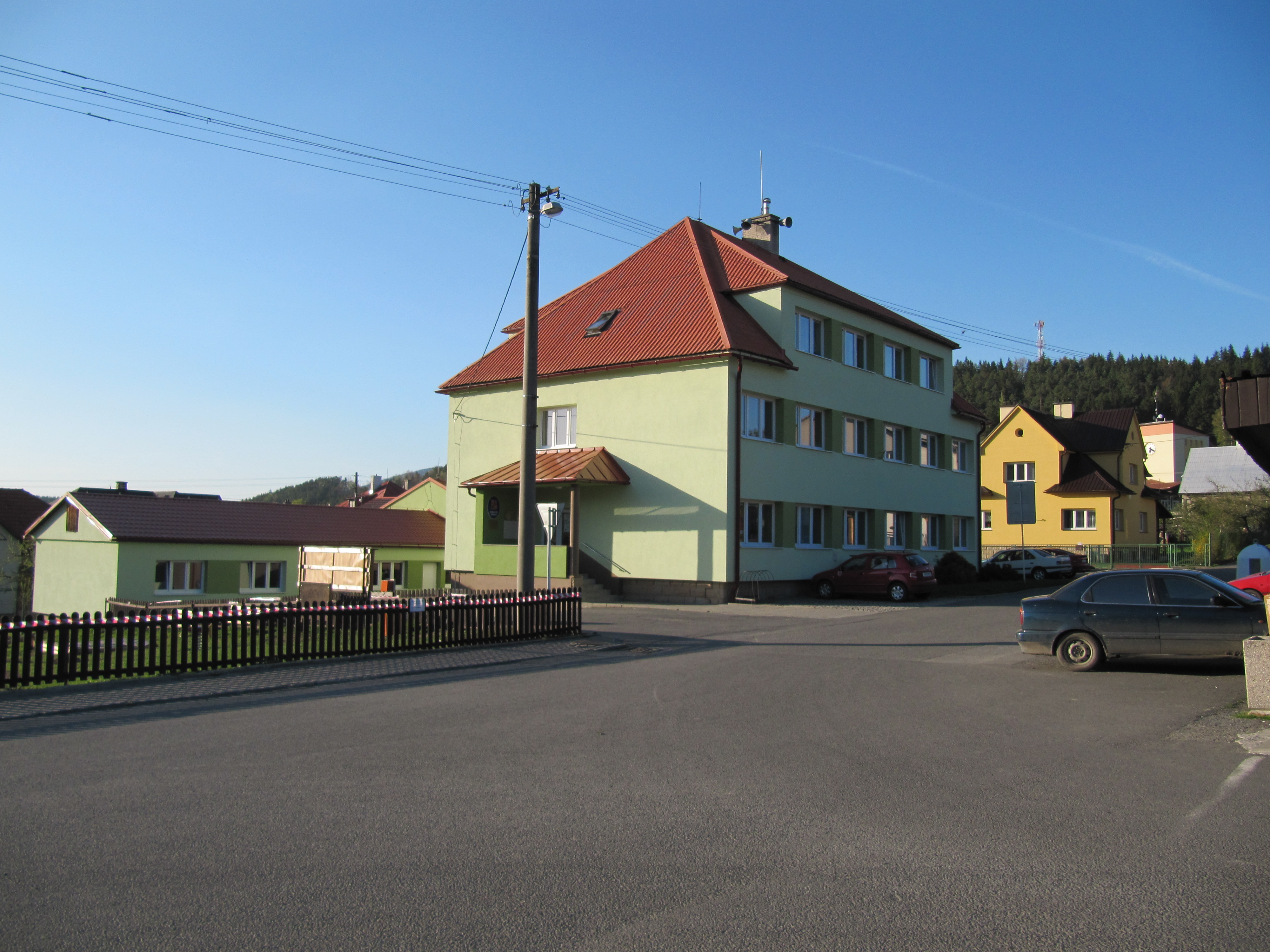
Obecní úřad
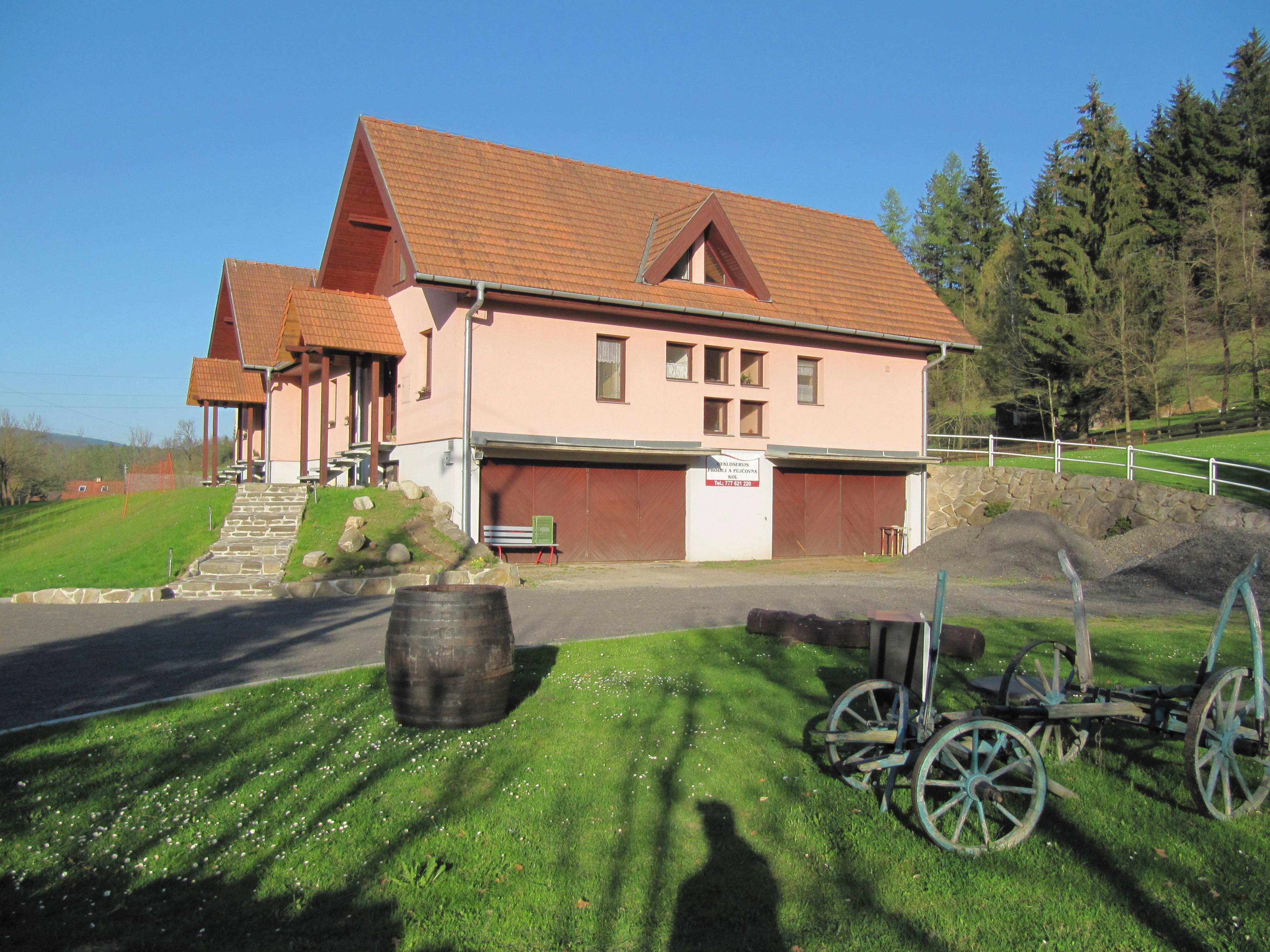
Penzion
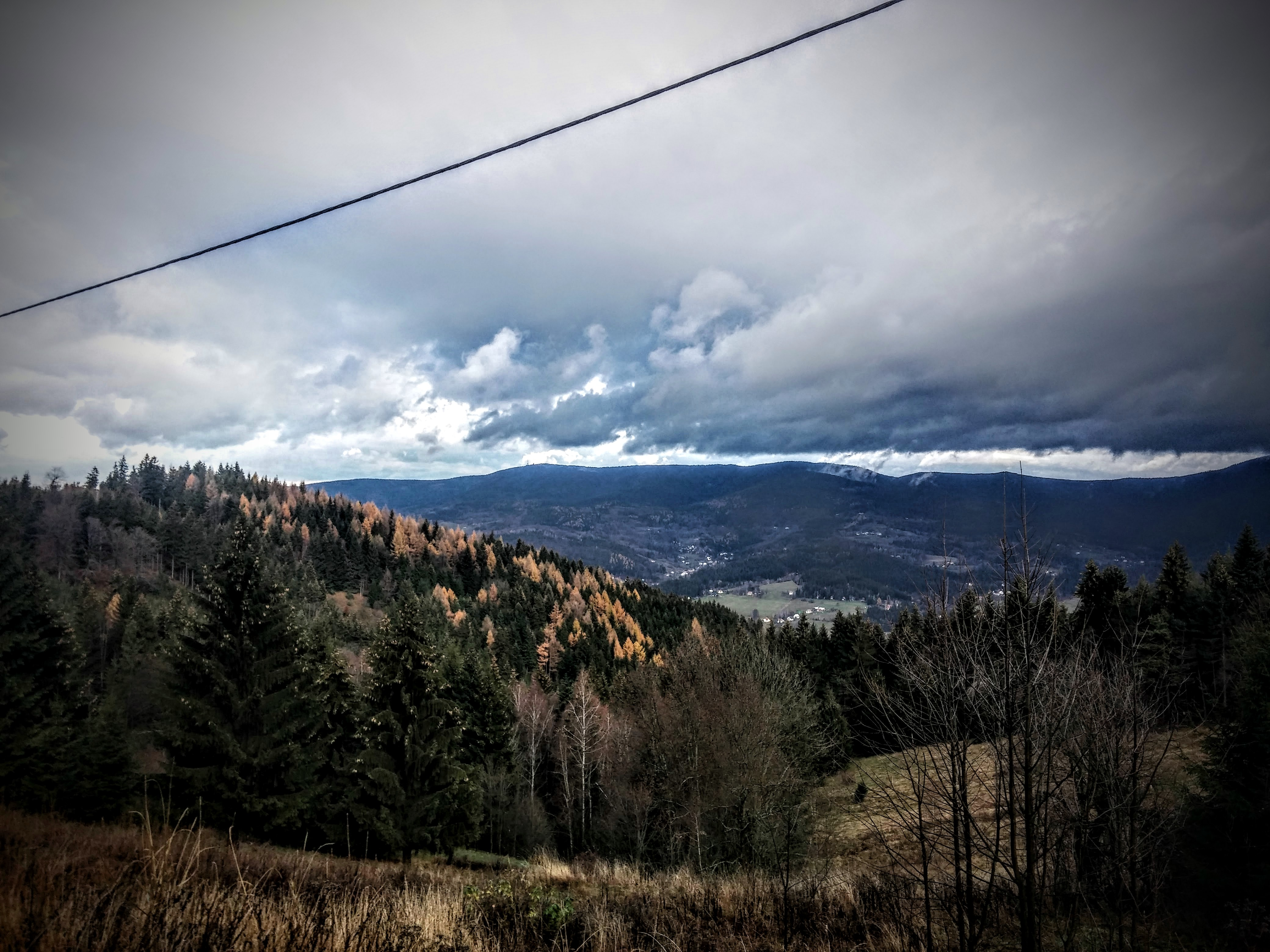
Údolí
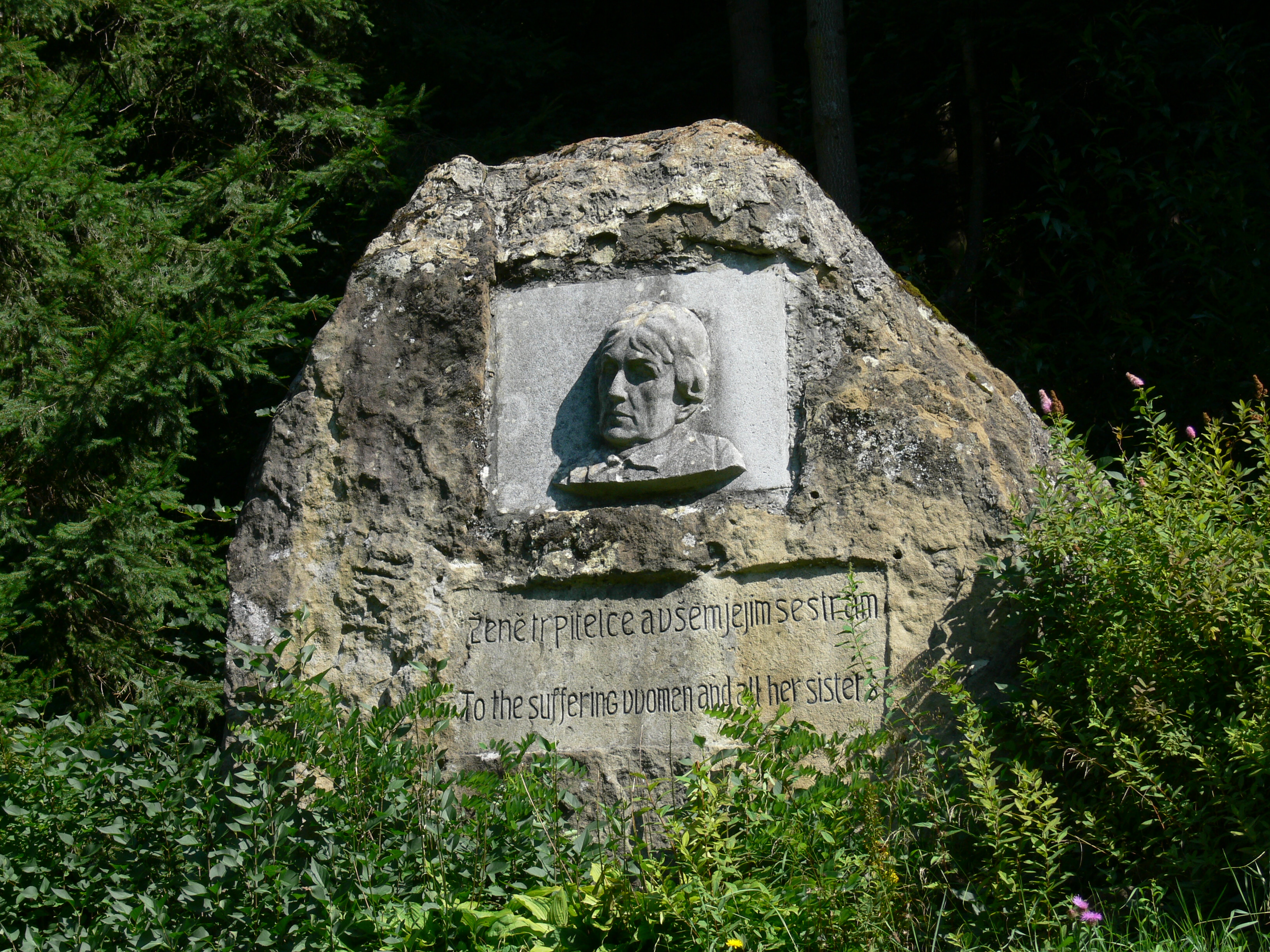
Pomník Ch. Masarykové
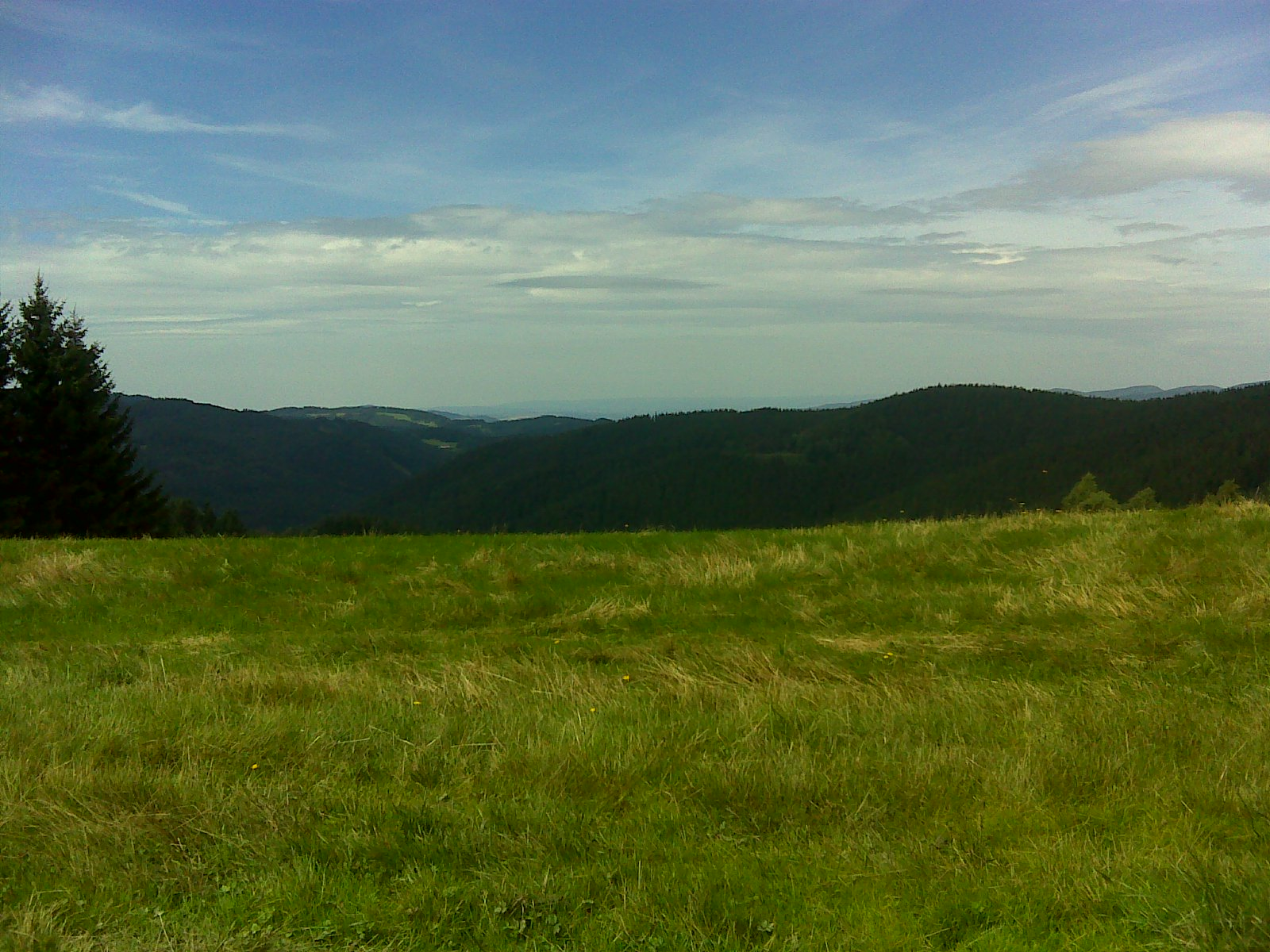
Louky
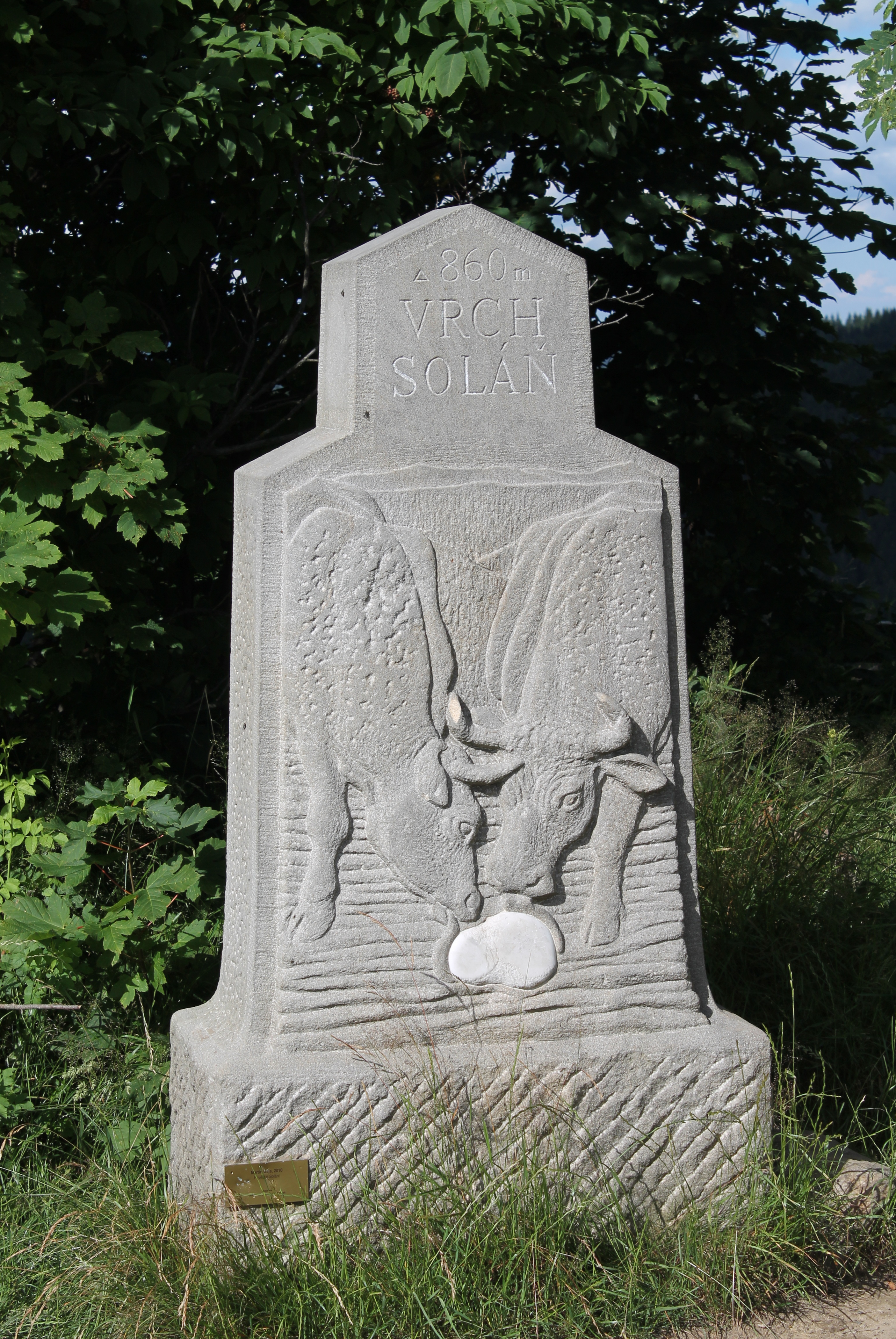
Plastika